# Bílý Kostel nad Nisou
Bílý Kostel nad Nisou là một làng thuộc huyện Liberec, vùng Liberecký, Cộng hòa Séc.